# Huttonaea
Huttonaea – rodzaj roślin z rodziny storczykowatych (Orchidaceae). Obejmuje 5 gatunków występujących w Afryce w Lesotho i we wszystkich 9 prowincjach Afryki Południowej.

## Systematyka
Rodzaj sklasyfikowany do monotypowego podplemienia Huttonaeinae (Schltr.) w plemieniu Diseae, podrodzina storczykowe (Orchidoideae), rodzina storczykowate (Orchidaceae), rząd szparagowce (Asparagales) w obrębie roślin jednoliściennych.
Wykaz gatunków
- Huttonaea fimbriata (Harv.) Rchb.f.
- Huttonaea grandiflora (Schltr.) Rolfe
- Huttonaea oreophila Schltr.
- Huttonaea pulchra Harv.
- Huttonaea woodii Schltr.